# Giacomo Costa (chimico)
Giacomo Costa (Trieste, 8 aprile 1922 – 8 luglio 2015) è stato un chimico italiano.

## Biografia
Giacomo Costa nasce a Trieste nel 1922. Si laurea in Chimica presso l'Università degli Studi di Milano nel 1946, frequentando durante il periodo bellico i corsi sostitutivi organizzati dal laboratorio chimico della Camera di Commercio di Trieste di cui suo padre, Domenico, è stato direttore.
Nel 1948 è uno dei tre vincitori del concorso, indetto presso la neoistituita Facoltà di Scienze Matematiche, Fisiche e Naturali dell'Università di Trieste, per ricoprire l'incarico di assistente nel settore di chimica fisica, assieme a Claudio Calzolari (chimica analitica) e Carlo Runti (chimica farmaceutica). La sua carriera accademica prosegue all'interno dell'Università di Trieste diventando libero docente nel 1954, successivamente professore straordinario (1962) e, infine, professore ordinario (1965).

## Attività scientifica
La sua attività di ricerca è stata incentrata principalmente sullo studio dei composti metallorganici del cobalto(II) che agiscono come trasportatori di ossigeno e dei composti del cobalto(III) che sono sia dei catalizzatori che dei modelli della vitamina B12.
Questi studi gli hanno permesso di sviluppare i "modelli di Costa" (Costa-type models o Costa models), dei composti organocobalto che possono essere utilizzati come modelli di alchilcobalammine. I composti Costa-type, rispetto alle cobalossime e alle altre tipologie di modelli, hanno un comportamento elettrochimico più simile a quello della vitamina B12 e per questo motivo vengono maggiormente utilizzati negli studi di cinetica che riguardano i meccanismi di catalisi mediati dalla vitamina B12 in cui sono presenti processi di trasferimento elettronico.
L'interesse di Costa per i composti metallorganici nasce grazie a Lamberto Malatesta, suo relatore di tesi, che gli dona dei campioni di tali composti sintetizzati presso il suo laboratorio e che l'allievo analizza dal punto di vista delle proprietà elettrochimiche utilizzando la polarografia, una tecnica al tempo innovativa in Italia.